# Епархия Шибеника
Епархия Шибеника (хорв. Šibenska biskupija) — католическая епархия латинского обряда в Хорватии с центром в городе Шибеник. Входит в состав митрополии Сплит-Макарска. Полное название епархии — епархия Шибеник (Книн). Латинское название — Dioecesis Sebenicensis.

## История
Шибеник стал центром епархии одновременно с получением городского статуса — в 1298 году. В 1969 году была создана архиепархия — митрополия Сплит-Макарска, по отношению к которой Хварская епархия стала суффраганной.

## Современное состояние
По данным на 2010 год в епархии насчитывалось 103 046 католикова (83,6 % населения), 87 священников и 74 прихода. Кафедральным собором епархии является собор святого Иакова, созданный в XV веке Юраем Далматинцем и включённый в список Всемирного наследия ЮНЕСКО. В настоящее время епархию возглавляет епископ Томислав Рогич.

## Епископы
- Пьетро Алессандро Доимо Маупас (Pietro Alessandro Doimo Maupas) 1855—1862
- Йован Дзаффрон (Jovan Zaffron) 1863—1872
- Антонио Инноченте Джузеппе Фоско (Antonio Innocente Giuseppe Fosco) 1876—1894
- Джованни Майорози (Giovanni Maiorosy) 1885 — ?
- Маттео Дзаннони (Matteo Zannoni) 1895—1903
- Винко Пулишич (Vinko Pulišić) 1903—1910
- Лука Паппафава (Luca Pappafava) 1911—1918
- Йероним Милета (Jeronim Mileta) 1922—1947
- Цирил Банич (Ciril Banic) 1951—1961 (апостольский администратор)
- Йосип Арнерич (Josip Arnerić) 1961—1986
- Антон Тамарут (Anton Tamarut) 1986—1987
- Сречко Бадурина (Srećko Badurina) 1987—1996
- Анте Ивас (Ante Ivas) 1997—2016
- Томислав Рогич 2016 - н.вр.